# Sucre (Táchira)
Pour les articles homonymes, voir Sucre (homonymie).
Sucre est l'une des vingt-neuf municipalités de l'État de Táchira au Venezuela. Son chef-lieu est Queniquea. En 2011, la population s'élève à 7 320 habitants.

## Géographie

### Subdivisions
La municipalité est divisée en trois paroisses civiles avec, chacune à sa tête, une capitale (entre parenthèses) :
- Eleazar López Contreras (Mesa del Tigre) ;
- Sucre (Queniquea) ;
- San Pablo (San Pablo).